# Prefekt (uczeń)
Prefekt (ang. Head Girl albo Head Boy, prefect) – prestiżowa funkcja ucznia w niektórych krajach anglosaskich.
W brytyjskich szkołach prefekci pilnują porządku w klasie i szkole. W szkołach z internatem (szczególnie prywatnych) prefektami zostają uczniowie, którzy zdobyli autorytet zarówno wśród rówieśników, jak i nauczycieli. Mają możliwość stosowania kar wobec innych uczniów. Z tego też powodu ich zachowanie jest często dokładnie obserwowane przez władze szkoły.
Prefekci odpowiadają za organizację imprez, uroczystości, apelów, dni otwartych itd. Ich zdanie jest również brane pod uwagę przy podejmowaniu kluczowych dla szkoły decyzji. Starsi prefekci nazywani są Head Boy (uczeń) lub Head Girl (uczennica). W szkołach z internatem występują również House Prefect (osoba opiekująca się domem) oraz sprawujący nad nimi władze Head of House. Ich zadaniem jest dbać o atmosferę, organizację oraz warunki do nauki i życia podopiecznych w domu.
W cyklu książek J.K. Rowling o Harrym Potterze mianem prefekta określa się ucznia, który swoimi wynikami w nauce oraz zachowaniem zasłużył na miano „starosty domu”, do którego przynależy. Prefekci konsultowali się z opiekunem swojego domu, aby przekazywać pozostałym jego członkom niezbędne informacje.